# Wereldkampioenschappen zwemmen 2011 – 4×100 meter vrije slag mannen
De 4×100 meter vrije slag mannen op de wereldkampioenschappen zwemmen 2011 vond plaats op 24 juli 2011, series en finale. Omdat het zwembad waarin de wedstrijd gehouden werd 50 meter lang is, bestond de race uit acht baantjes. Na afloop van de series kwalificeerden de acht snelste ploegen zich voor de finale. Regerend wereldkampioen was de Verenigde Staten. De eerste twaalf ploegen uit de series kwalificeerden zich tevens voor de Olympische Zomerspelen 2012 in Londen.

## Podium
| Goud                                                                                   | Goud | Zilver                                                     | Zilver | Brons | Brons |
| -------------------------------------------------------------------------------------- | ---- | ---------------------------------------------------------- | ------ | --- | ----- |
| James Magnussen Matt Targett Matt Abood Eamon Sullivan Kyle Richardson* James Roberts* | AUS  | Alain Bernard Jérémy Stravius William Meynard Fabien Gilot | FRA    | Michael Phelps Garrett Weber-Gale Jason Lezak Nathan Adrian Ryan Lochte* Douglas Robison* David Walters* | USA   |

* Zwemmers van wie de namen schuingedrukt staan zwommen enkel in de series.

## Records
Voorafgaand aan het toernooi waren dit het wereldrecord en het kampioenschapsrecord
| Wereldrecord         | Verenigde Staten Michael Phelps (47,51) Garrett Weber-Gale (47,02) Cullen Jones (47,65) Jason Lezak (46,06) | 3.08,24 | Peking | 11 augustus 2008 |
| Kampioenschapsrecord | Verenigde Staten Michael Phelps (47,78) Ryan Lochte (47,03) Matt Grevers (47,61) Nathan Adrian (46,79)      | 3.09,21 | Rome   | 26 juli 2009     |

## Uitslagen

### Series
| Rang | Namen                                                                 | Land                | Tijd    | Serie | Baan | Bijz. |
| ---- | --------------------------------------------------------------------- | ------------------- | ------- | ----- | ---- | ----- |
| 1    | Alain Bernard Jérémy Stravius William Meynard Fabien Gilot            | Frankrijk           | 3.12,09 | 1     | 4    | Q     |
| 2    | Garrett Weber-Gale Ryan Lochte Douglas Robison David Walters          | Verenigde Staten    | 3.13,50 | 3     | 4    | Q     |
| 3    | Vladimir Morozov Jevgeni Lagoenov Danila Izotov Sergej Fesikov        | Rusland             | 3.13,61 | 2     | 4    | Q     |
| 3    | Luca Dotto Marco Orsi Michele Santucci Filippo Magnini                | Italië              | 3.13,61 | 3     | 3    | Q     |
| 5    | Kyle Richardson Matt Abood James Roberts Eamon Sullivan               | Australië           | 3.13,79 | 3     | 5    | Q     |
| 6    | Steffen Deibler Markus Deibler Christoph Fildebrandt Marco di Carli   | Duitsland           | 3.14,23 | 1     | 3    | Q     |
| 7    | Graeme Moore Darian Townsend Gideon Louw Leith Shankland              | Zuid-Afrika         | 3.14,72 | 2     | 3    | Q     |
| 8    | Adam Brown Liam Tancock Grant Turner Simon Burnett                    | Verenigd Koninkrijk | 3.15,35 | 2     | 5    | Q     |
| 9    | Bruno Fratus Nicolas Oliveira Marcos Macedo Marcelo Chierighini       | Brazilië            | 3.16,28 | 3     | 2    |       |
| 10   | Takuro Fujii Shogo Hihara Yoshihiro Okumura Takeshi Matsuda           | Japan               | 3.16,63 | 1     | 6    |       |
| 11   | Stefan Nystrand Petter Stymne Lars Frölander Robin Andreasson         | Zweden              | 3.17,07 | 1     | 5    |       |
| 12   | Brent Hayden Colin Russell Blake Worsley Dominique Massie-Martel      | Canada              | 3.17,35 | 2     | 6    |       |
| 13   | Lu Zhiwu Jiang Haiqi He Jianbin Zhang Enjian                          | China               | 3.17,56 | 3     | 6    |       |
| 14   | Ernesto Crox Acuña Octavio Alesi Daniele Tirabassi Cristian Quinteiro | Venezuela           | 3.19,18 | 3     | 7    |       |
| 15   | Peter Mankoč Robert Zbogar Jan Karel Petric Matjaž Markič             | Slovenië            | 3.40,22 | 2     | 7    |       |
| —    | Yoris Grandjean Glenn Surgeloose Jasper Aerents Pieter Timmers        | België              |         | 2     | 2    | DSQ   |
| —    |                                                                       | Zuid-Korea          |         | 1     | 2    | DNS   |

### Finale
| Rang   | Namen                                                               | Land                | Tijd    | Baan | Bijz. |
| ------ | ------------------------------------------------------------------- | ------------------- | ------- | ---- | ----- |
| Goud   | James Magnussen Matt Targett Matt Abood Eamon Sullivan              | Australië           | 3.11,00 | 2    |       |
| Zilver | Alain Bernard Jérémy Stravius William Meynard Fabien Gilot          | Frankrijk           | 3.11,14 | 4    |       |
| Brons  | Michael Phelps Garrett Weber-Gale Jason Lezak Nathan Adrian         | Verenigde Staten    | 3.11,96 | 5    |       |
| 4      | Luca Dotto Marco Orsi Michele Santucci Filippo Magnini              | Italië              | 3.12,39 | 6    |       |
| 5      | Jevgeni Lagoenov Andrej Gretsjin Nikita Lobintsev Sergej Fesikov    | Rusland             | 3.12,99 | 3    |       |
| 6      | Graeme Moore Darian Townsend Gideon Louw Leith Shankland            | Zuid-Afrika         | 3.13,38 | 1    |       |
| 7      | Markus Deibler Benjamin Starke Christoph Fildebrandt Marco di Carli | Duitsland           | 3.15,01 | 7    |       |
| 8      | Adam Brown Liam Tancock Grant Turner Simon Burnett                  | Verenigd Koninkrijk | 3.15,03 | 8    |       |